# Kovács Lajos (rendőrtiszt)
Kovács Lajos (?, 1949 –) magyar rendőrtiszt. Egész életében életellenes ügyek nyomozója volt, hosszú időn keresztül vezette az Országos Rendőr-főkapitányságon az úgynevezett "döglött ügyek" osztályát, melynek feladata régi, eredménytelenül lezárült életellenes nyomozások  felelevenítése, még az ügyek elévülése előtti időszakban, az elkövetők lehetőség szerinti felderítése érdekében. Azon kevés hazai rendőr közé tartozik, akik három gyilkosságsorozat felderítésében is részt vehettek.

## Pályája
Fiatalon elhunyt édesapja is rendőr nyomozó volt, ő maga 18 éves volt az apa halálakor. Őt követve ő is a rendőri pályát választotta, húsz évesen szerelt fel a rendőrségen. Olyan súlyú ügyekben nyomozott, mint 1977-ben a Hungária körúti OTP-fiókban elkövetett rablógyilkosság, később, az 1990-es évek elején Magda Marinko gyilkosságsorozata, Pándy András gyilkosságai, 2002-ben pedig a móri mészárlás nyomozásában közreműködő parancsnokok egyike volt; az általa irányított egység fő feladata az úgynevezett „helyszíni vonal” felderítése volt.
E minőségében azok közé a rendőrtisztek közé tartozott, akik szkeptikusak voltak a nyomozati irányok megfelelő voltát illetően, és kételkedtek a nyomozás legfőbb vezetői által tetteseknek kikiáltott Kaiser Ede és Hajdú László bűnösségének megalapozottságában. Kételyeit utóbb az idő lényegében igazolta, mert évekkel a nyolcas gyilkosság után beigazolódott, hogy a bűncselekményt valóban nem a Kaiser-Hajdú-páros, hanem Nagy László és Weiszdorn Róbert követhette el. A móri nyomozásról 2009-ben könyvet is írt, A MÓR megtette címmel, ebben kritikus szemmel emlékezett vissza az akkor történtekre, és igyekezett méltatni azokat a kollégáit, akik kételkedtek Kaiserék bűnösségében.

### A "döglött ügyek osztálya"
Az Országos Rendőr-főkapitányság szervezeti rendjén belül, a Szervezett Bűnözés Elleni Igazgatóság (SZBEI; később a Nemzeti Nyomozó Iroda) egyik egységeként, az ezredforduló körüli években (1998 októberében) hoztak létre egy olyan osztályt, mely évekkel korábbi, de még nem elévült életellenes bűncselekmények eredménytelenül lezárt, megoldatlan nyomozásait volt hivatott újból elővenni, azzal a céllal, hogy ha lehetséges, jussanak el azok elkövetőihez és szerezzenek elegendő, a gyanút megalapozó bizonyítékokat is.
Az Erőszakos és Vagyon Elleni Ügyek Osztálya – amit a köznyelvben csak "döglött ügyek osztályának" neveztek – már 1999-ben eredményesen derített fel egy korábban megoldatlan ügyet, az úgynevezett Favorit-gyilkosságot. Az eset 1994-ben történt, amikor kirabolták a Favorit nevű pénzszállító cég raktárát, megölték az őrt, és kétszázmillió forintot vittek el; ez az eset volt az addigi legnagyobb kárértékű hazai rablógyilkosság.
Később az osztály, Kovács Lajos irányítása alatt olyan ügyeket oldott meg, mint az 1990-es évek első felének egyik ismert maffiabűnözője, Szlávy Bulcsú eltűnési ügye (Szlávyt egy garázs szerelőaknájába bebetonozva találták meg, a XII. kerületi Székács utcában), Ujlaky Vilmos és felesége eltűnése (a két holttest kilenc év után a Dunavarsányhoz közeli Damariba-szigeten elásva került elő, ahol korábban már egy harmadik elásott holttestet is találtak a rendőrök) és más, hasonló horderejű bűncselekményeket. Mindig úgy igyekezett visszanyúlni a régi ügyekhez, hogy az azokban annak idején eredménytelenül nyomozó kollégái se érezzék magukat kényelmetlenül, ne származzon kellemetlenségük az eljárás újraindításából, még akkor se, ha a megújított nyomozás – az általuk vezetett eljárással szemben – eredményre is vezet.
2006-ban nyugállományba vonult. Visszavonulása óta is tart előadásokat a felsőoktatásban részt vevő diákoknak, a Nemzeti Közszolgálati Egyetemen és máshol.